# Ammoniteszek

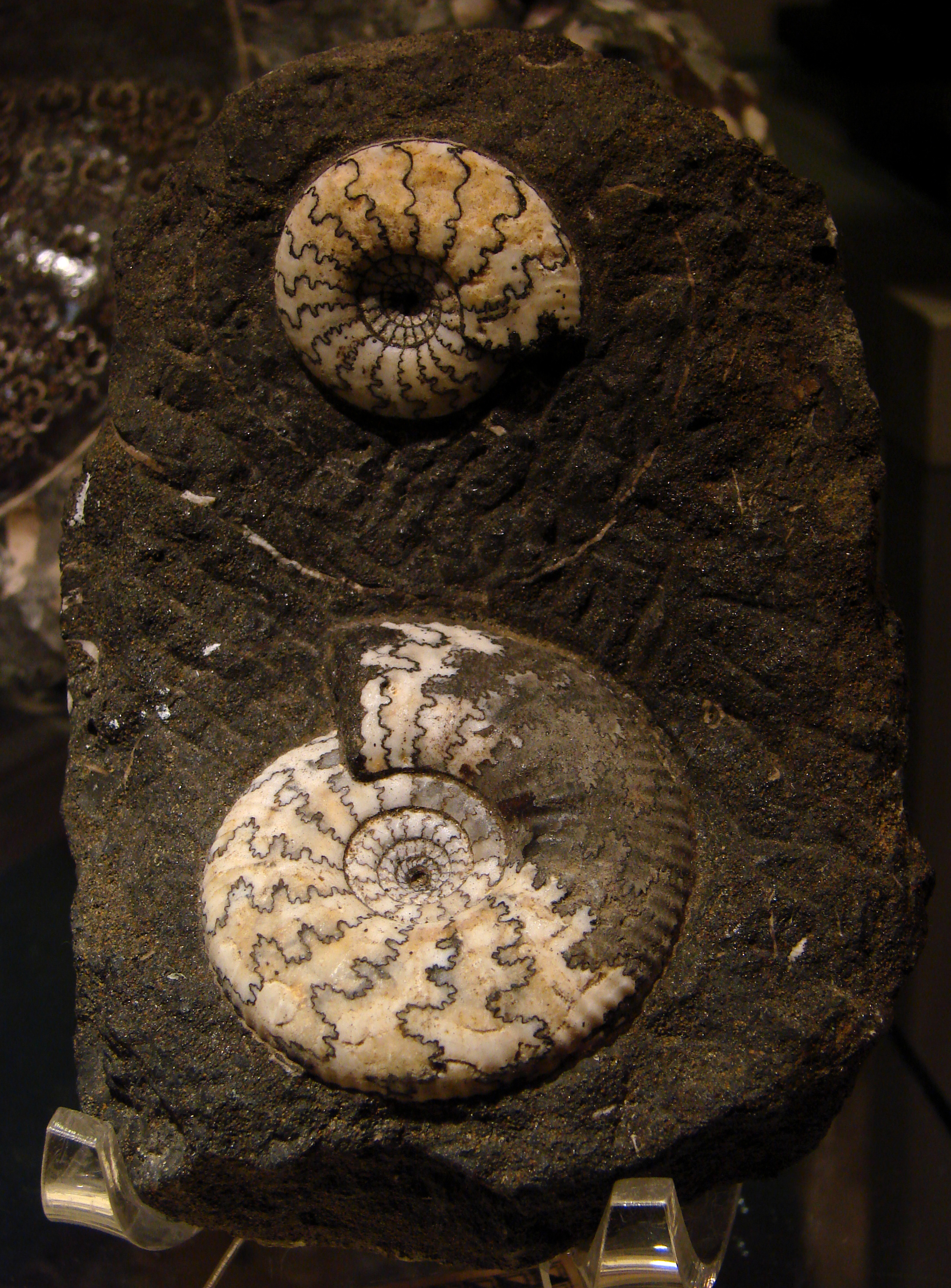
Ezen a két Craspedites példányon jól láthatók a lakókamrák válaszfalainak felszíni metszetei, a lobavonalak

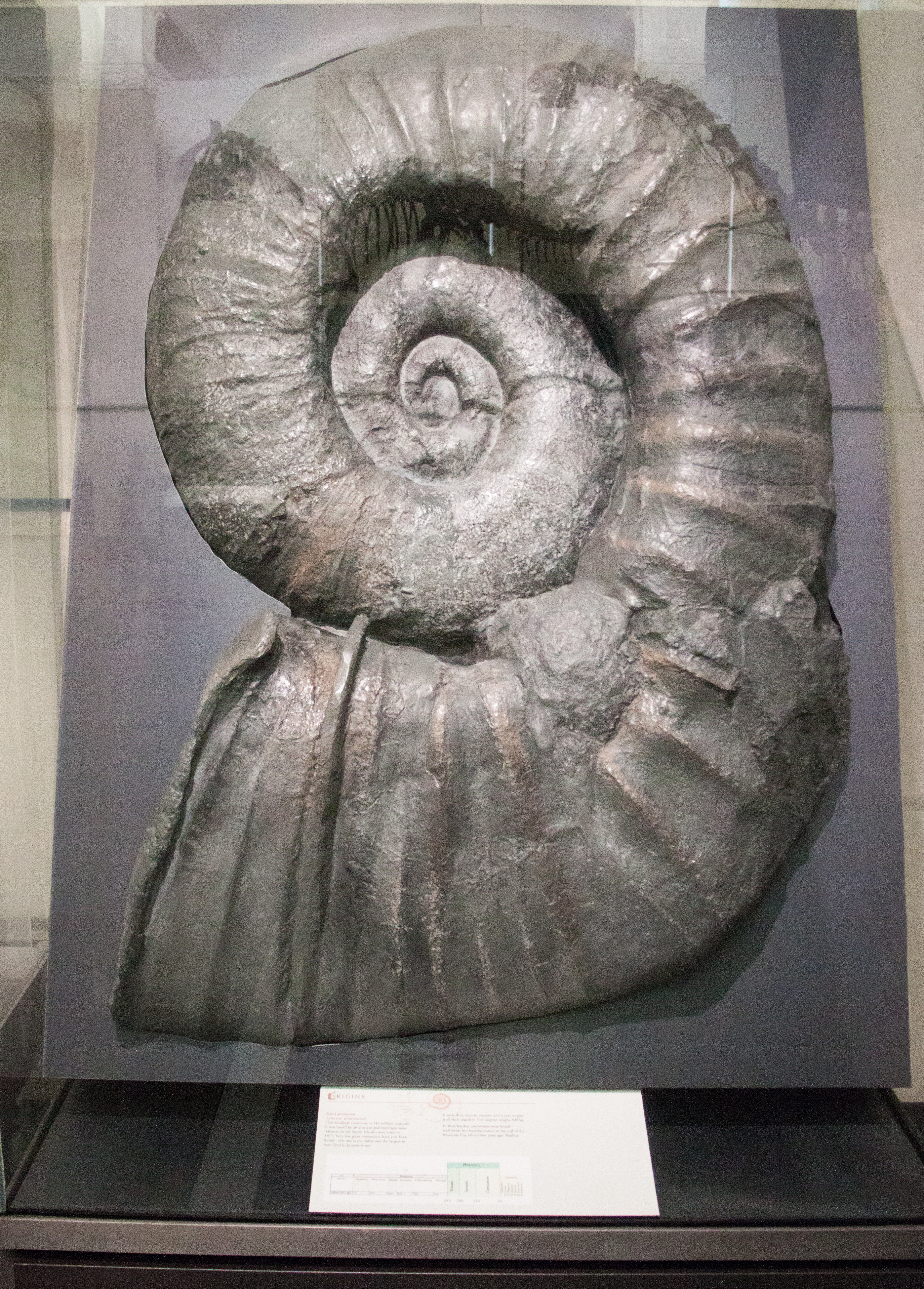
Új-Zélandon talált óriás ammonitesz (Lytoceras taharoaensis) fosszíliája

Az ammoniteszek (magyar kládnevükön előrenéző szifótölcséres fejlábúak) kihalt tengeri állatok, a puhatestűek (Mollusca) törzsében a fejlábúak osztályába sorolt ammonoideák névadó alosztálya. Maradványaik kitűnő korjelzők, mivel egy-egy nemük általában legfeljebb 1-2 millió évig élt; evolúciójuk viszonylag gyors volt. A Tethys-óceán üledékeiből képződött kőzetek az egész Eurázsiai-hegységrendszerben megtalálhatóak, a fajok elterjedési területe igen széles volt. Az, hogy az adott ammonitesz nemekhez abszolút korok (vagy inkább intervallumok) rendelhetők, az üledékekben található vulkáni tufák izotópos vizsgálatának köszönhető.

## Elnevezésük eredete

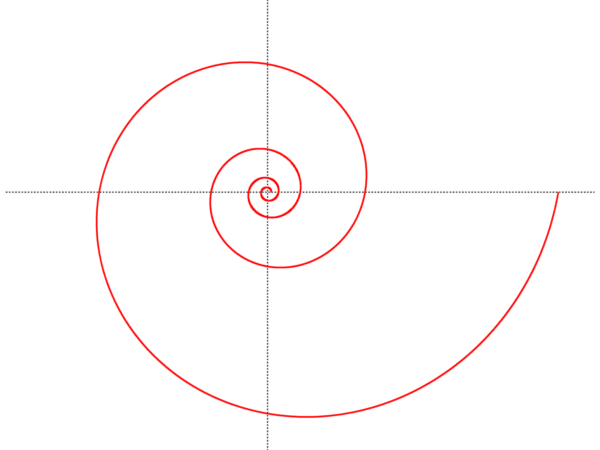
Logaritmikus spirál

Az ammoniteszek váza első ránézésre a csigákéhoz hasonlít, de a legtöbb csigával ellentétben nem három dimenziósan, vertikális tengely körül, hanem síkban csavarodott, dorzális irányban. Általában szabályos spirálban csavarodó héjuk volt (bár voltak nem spirális páncélú fajtáik is, a „heteromorfok”), és nevüket is erről kapták. Az idősebb Plinius „Ammonis cornua”, azaz (az egyiptomi isten) Ámon szarvai néven említi az ammoniteszfosszíliákat, mert az istent általában kosszarvakkal ábrázolták. Az ammonitesznemzetségek neve gyakran ‑ceras végződésű: a görög κέρας szó jelentése „szarv”.

## Az ammonitesz-ház
Vázuk jellegzetes logaritmikus spirál. A logaritmikus spirálok önmagukkal hasonlók és önmagukkal kongruensek minden hasonlósági transzformációra. (Nagyításuk-kicsinyítésük ugyanazt eredményezi, mint elforgatásuk a pólus körül.) Nagyításuk {\displaystyle b^{2\pi }} tényezővel az eredeti görbét adja.

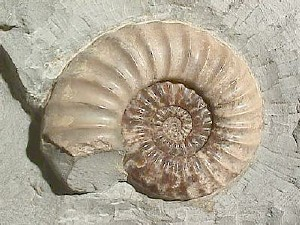
Asteroceras, egy jura korú ammonitesz Angliából

Az ammonita spirál jellemzője, hogy a legtöbb faj a névadó Amon-Ré kosszarvával ellentétben nem térben csavarodik (bár ismertek heteromorf ammoniták, amelyek térben csavarodnak), hanem síkban, dorzális irányban és az óramutató járásával megegyező irányban.
A ház egy primitív, hólyag alakú kamrácskából indult ki. Amikor az állat kinőtte lakókamráját, másik építésébe kezdett, átköltözött a következőbe, ami már nagyobb volt, mint az előző. A korábbi kamra elzáródott egy kalcitlemezzel a későbbitől. A legkülső lakókamrát egy cső kötötte össze az összes korábbi kamrával, ez a szifó. Ezen keresztül idegek és erek futottak. Ezzel képes volt arra, hogy változtassa az elhagyott kamrák gáz-, és folyadék-összetételét. Így az ammonitesz a Nautilushoz hasonlóan lebeghetett és magasságot változtathatott.
A kamrák válaszfalainak és a ház külső héjának csatlakozása a loba (vagy lobus), rajzolatuk sokszor látható a fosszíliák felszínén. Ezek jellegzetes alakúak, olyannyira, hogy a csoport belső rendszerezésének alapját képezi.

## Rokonsági kapcsolataik
Annak ellenére, hogy az ammoniteszek is külső házas lábasfejűek voltak, legközelebbi ma élő rokonaik nem a nautiluszok, amelyek szintén külső vázas lábasfejűek, hanem a Coleoidea alosztály, amelyhez a tintahalak is tartoznak. A szilur-devon időszakban élt bactriteszek leszármazottai mind az ammoniteszek, mind a ma élő többi lábasfejű, az igencsak konzervatív Nautilus csoporttal, amelyek orthocerasszerű ősöktől származnak. Az Orthocerasok szifója a Nautilushoz hasonlóan központi helyzetű, míg a Bactritesé ventrális, peremi helyzetű volt.
Az ammoniteszeket a Nautilus-féléktől a szifótölcsér alapján különítik el: az ammoniteszek szifótölcsére mindig előre néz. A szifótölcsér a kamraválaszfal kitüremkedése a szifó körül.

## Táplálkozásuk

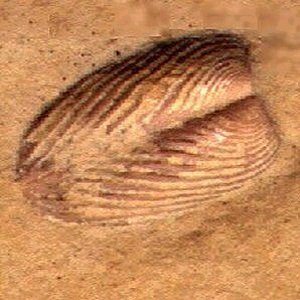
Az ammoniteszek állkapcsi szerve: az aptychus.

Vázukban talált ételmaradványokból tudjuk, hogy elsősorban rákokat, halakat fogyasztottak, de bizonyára számos egyéb, váz nélküli gerinctelent is zsákmányoltak, és ezeket feltehetően az aptychus nevű állkapcsi rágószervükkel őrölték meg. Észak-Amerika felső kréta tengeri képződményeiből ismert olyan héjlelet, ami egy Mosasaurus támadásából származó páros fogsor lenyomatot is megőrzött. Mivel tudjuk, hogy egykori szerepük a tengerekben hasonló volt a mai halakéhoz, ezért valószínű, hogy igen fontos szerepet töltöttek be az egykori táplálékláncban és számos Ichtyosaurus, Plesiosaurus és Mosasaurus fő táplálékai lehettek.

## Fejlődéstörténetük
A bactritoida nautiloidáktól eredő ammonoida cephalopodák először a késő szilur vagy a kora devon időszakban jelentek meg, mintegy 400 millió évvel ezelőtt (mya), és a kréta kor végén (65 mya) haltak ki, a dinoszauruszokkal együtt. Az ismert ammonitesz-ház mellett maradványaik még az aptychusok is, amelyek vélhetően operculumként (ház-fedélként) és szájszervekként is szolgálhattak. Mivel találtak olyan ammonitesz vázat, ahol a lakókamra ventrális oldalán kisebb aptychusok is sorakoztak, egyes fajaik mindenképpen elevenszülők lehettek. Az ammoniteszeken belül inkább evolúciós fauna, mintsem tényleges rendszertani szempontból megkülönböztetünk ó-, közép és újammonitákat. Ezen ammonitesz-faunák körvonalaznak 3 nagy (Sepkoski-féle) tömeges kihalási hullámot, melyek a Perm időszak végén, a triász-jura határon és a kréta végén következtek be. A perm–triász kihalási esemény során eltűntek a Goniatites-féle, egyszerű kamravarratvonalú (loba-vonal) ammoniák és a Bactritesek egyenes házú leszármazottai (a belemnitidák kivételével. A triász időszakban igen nagy számú ammonitesz-nem jelent meg, az alaptípusuk az ún. ceratidae-vonal, jellegzetes varratvonalukkal. Az ausztriai Hallstatt triász időszaki kőzetei tanúsága szerint igen nagy számban éltek ammoniteszek ebben az időszakban. Hazánkban a Balatonról elnevezett Balatonites nem képviselőinek híres leleteit a Balaton-felvidéken találták meg. A triász–jura kihalási eseményt egyedül a Phylloceratidae család élte túl, amelyből, jelenlegi tudásunk szerint, származott az összes jura és kréta időszaki ammonitesz. A hettangiban a szűk köldökű Phyllocerasokkal együtt feltűnő Lytocerasok valószínűleg a Phyllocerasok tág köldökű leszármazottai voltak. A felső triászban már megkezdődött a Phyllocerasok őseinél a kamravarratvonalak igen erőteljes differenciálódása, ami egyes újammonitáknál igen bonyolultan kifejlődött.

## Mellékalakok

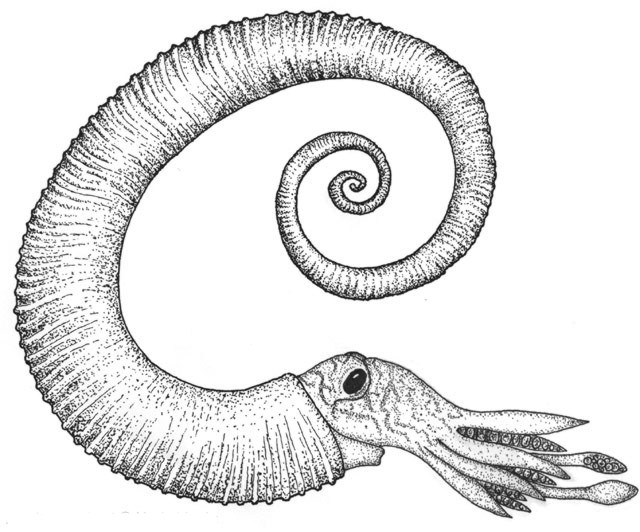
Heteromorf házú ammonitesz a kréta időszakból

Az ammoniták körében több esetben is kifejlődtek kicsavarodott valamint (első látásra) szabálytalan alakú típusok is, az ún. heteromorf ammoniteszek. Korábban úgy gondolták, hogy az ammonita-ág egyfajta rend szintű "elöregedése" zajlott volna le. Az újabb felfogás szerint az ammoniteszek adaptációjának jeleiről van szó, azaz nem "leépülésről" van szó, hanem éppen ellenkezőleg, progresszív jelenségről.
A mellékalakok házfelépítése levezethető a normál típusból és egymásból a legtöbb esetben. A főbb változatok a következők: a ház csigaházszerűen, vertikális tengely körül csavarodik, vagy a szomszédos kanyarulatok nem érintkeznek egymással. Előfordul, hogy a ház valamilyen mértékben kicsavarodik (számos átmenet létezik) de mindvégig megmarad a szabályos spirál alakzat vagy a váz kicsavarodik és eltér a logaritmikus spiráltó, kampószerűen visszahajlik vagy más módon eltér, a váz teljesen egyenessé válik, és különleges, gombolyag-szerű házformák is ismertek.
Bővebben lásd: Ancyloceratina

## Rendszerezésük
- Paleoammonoidea (vagy Clymenatoidea) rend (egyszerű lobusúak)
  - Clymenatida alrend
  - Goniatida alrend
  - Aulacoceratida alrend
- Mesoammonoidea (vagy Ceratitida) rend (négylobusúak)
  - Anarcestida alrend
  - Ceratida alrend
  - Prolecanitida alrend
- Neoammonidea (vagy Phylloceratida) rend (ötlobusúak)

## Az ammoniteszes mészkő

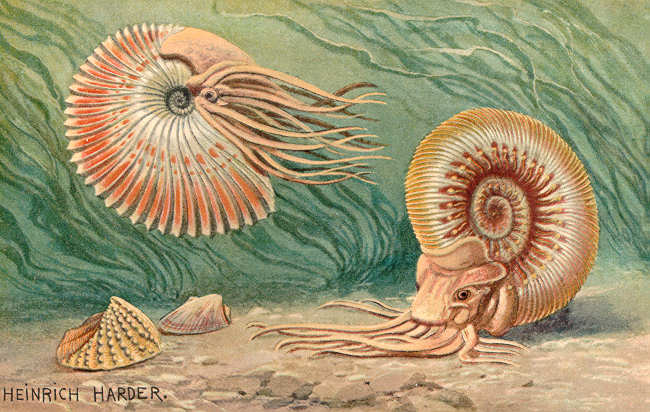
Jura kori életkép ammoniteszekkel és Trigonia kagylóval.

Jellemző ammoniteszes mészkő az ún. "ammonitico rosso", a gerecsei és bakonyi jura kori képződményekben is megtalálható vörös színű, gumós, néhol kissé kovás, ammoniteszekben gazdag mészkő. Ilyen mészkőből faragták ki Mátyás király Visegrádi palotájának híres díszkútját vagy Magyarország több fontos középületének padlózatát és lábazati borítását. A vörös, jura kori mészköveket hazánkban a Gerecsében bányásszák, de megtalálható még a Villányi hegységben és a Bakonyban is. Az ammoniteszek a jellegzetesen gumós, alsó jura mészkövekben (pl. Kisgerecsei Márga, Tölgyháti Mészkő) fordulnak elő a legnagyobb számban.

## További információk

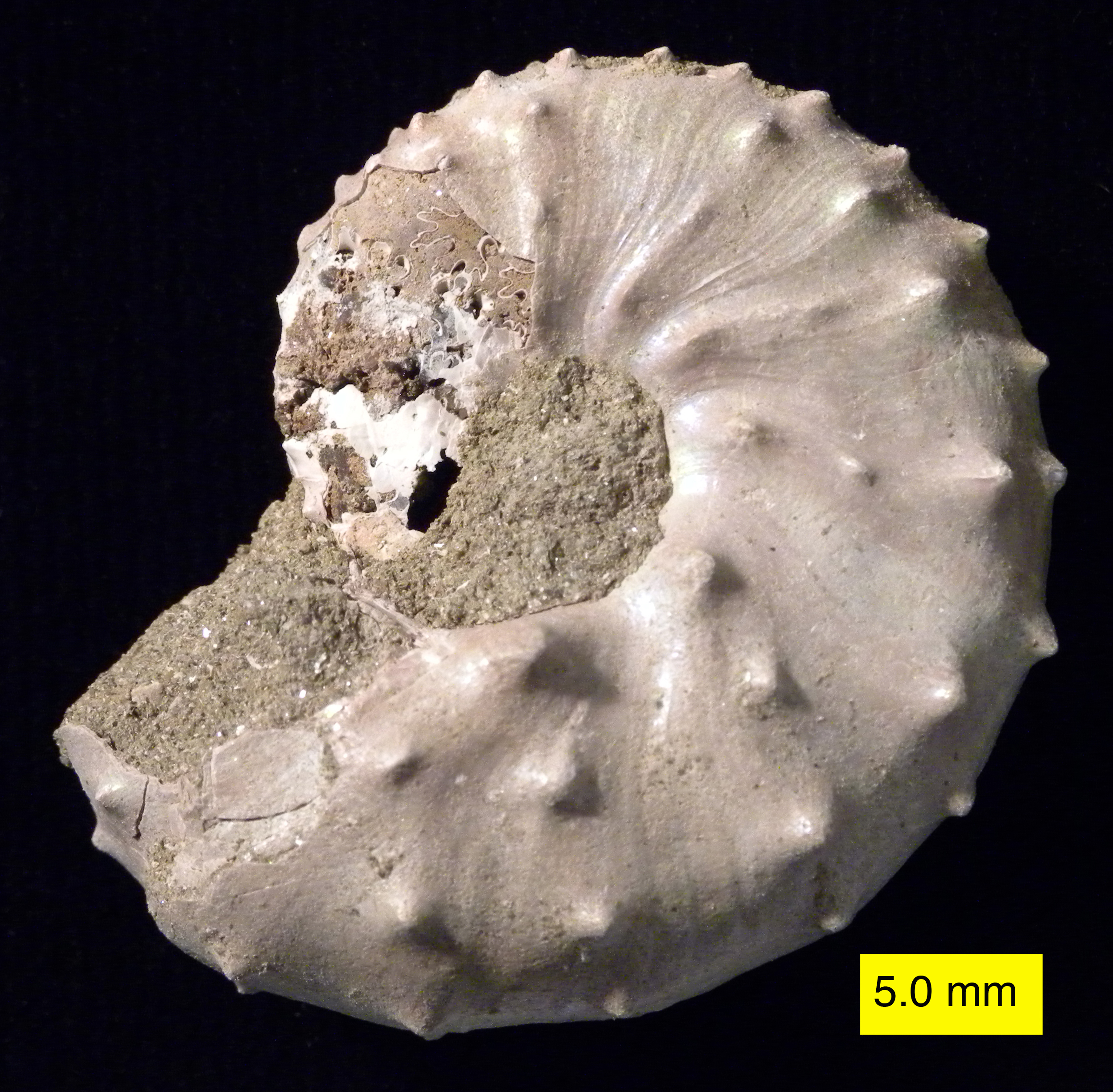
Discoscaphites iris